# Informatika
Informátika je znanost o sistematični obdelavi podatkov, še posebno o samodejni obdelavi z uporabo računalnikov. Gledano zgodovinsko se je informatika razvila iz matematike, medtem ko imajo računalniki svoj začetek v elektroniki. Računalniki so pri tem samo naprave, ki omogočajo teoretične zamisli informatike preveriti v praksi.
Izraz informatika so skovali iz besed informacija in avtomatika v petdesetih letih 20. stoletja v Evropi. Informatika je prodrla na skoraj vsa področja. Prihod interneta je to še pospešil. Na področju logistike in medijev je informatika povzročila revolucijo. Večkrat se prisotnosti informatike v neki napravi niti ne zavedamo.
Računalnik lahko obdela veliko količino podatkov v zelo kratkem času. Pri tem imamo opravka z interakcijo strojne opreme (hardware) in programske opreme (software). Na primer v wikipediji dnevno ureja članke na desetisoče ljudi, bere pa jo na milijone in miljone ljudi.

## Zvrsti informatike
Informatika se deli na teoretično, praktično, tehniško in poslovno. Tudi umetna inteligenca je eno od področij informatike. Teoretična informatika je temelj ostalim zvrstem. Prispeva temeljna odkritja za rešljivost problemov. Rezultate temeljne informatike izkorišča uporabna informatika. Informatika se skoraj vedno prepleta z drugimi znanostmi.

## Zgodovina informatike
Korenine informatike ležijo v matematiki, fiziki in elektroniki. Informatika snuje matematične stroje za prenos, hranjenje in obdelavo podatkov. Opis postopka obdelave se imenuje algoritem. Sodobni računalnik je imel številne predhodnike:
- kroglično računalo (abak)
- računski stroj z zobniki
- tkalski stroj, ki si mu vnaprej vstavil vzorec (program)
- računalniki z zobniki
- računalniki z releji
- računalnik z elektronkami